# Корсиканский тритон
Корсиканский тритон, или корсиканский горный тритон (лат. Euproctus montanus) — вид амфибий из рода горных тритонов (лат. Euproctus) отряда хвостатых земноводных. Данный вид обитает исключительно на острове Корсика (местное название корс. Tarantedda)

## Описание
Особи данного вида имеют длину от 7 до 9,5 сантиметров (в редких случаях до 11 см). Кожа спины зернистая, оливково-зелёная или коричневая. Вдоль позвоночника могут быть яркие линии. Окраска брюха от светло-серого до светло-коричневого цвета, иногда с белесоватыми пятнами. Самцы имеют более широкую голову и распухшую клоаку.

## Образ жизни
Амфибии обитают в горных ручьях и озёрах и прилегающих к ним территориях на высоте от 600 до 1500 метров над уровнем моря. В редких случаях встречаются на высотах до 2200 метров. Предпочитают водоёмы с холодной (10-18 °С) водой. На суше предпочитают скрываться под корнями деревьев и между камней.
Животные ведут преимущественно ночной образ жизни, когда они охотятся на водных насекомых и их личинок, мелких ракообразных и червей. Спаривание происходит с апреля по июль. После оплодотворения самка откладывает от 20 до 30 икринок (в исключительных случаях до 60). В зависимости от температуры воды личинки выклёвываются через три-четыре недели. Метаморфоз происходит обычно в августе и сентябре, однако в более высокогорных районах животные могут оставаться в личиночной стадии во время зимовки, а завершение развития происходит на следующий год.